# 1962 год в истории метрополитена
В этой статье перечисляются основные  события из истории метрополитенов в 1962 году. Полужирным шрифтом выделены открытия новых транспортных систем.

## События
- 1 января — открыто электродепо "Фили"
- 31 июля — введён в строй второй наклонный ход и наземный павильон станции Ленинградского метрополитена «Площадь Ленина» с выходом на Боткинскую улицу.
- 13 октября — открылись станции «Октябрьская», «Ленинский проспект», «Академическая», «Профсоюзная» и «Новые Черёмушки», введено в эксплуатацию электродепо "Калужское" Московского метрополитена.